# Kevin Jorgeson
Kevin Jorgeson (Santa Rosa, 7 ottobre 1984) è un arrampicatore statunitense.

## Biografia
Kevin Jorgeson è figlio di Eric e Gaelena Jorgeson. Suo padre era un impiegato del Santa Rosa Parks and Recreation Department, e contribuì a far crescere in Kevin e in suo fratello l'amore per le attività all'aperto incoraggiando Kevin a 11 anni a iscriversi alla palestra di arrampicata appena aperta in città. Kevin iniziò a competere in gare internazionali all'età di 16 anni. Jorgeson era principalmente dedito al bouldering, cioè uno specialista dell'arrampicata senza protezione su grandi massi , finché non fu ingaggiato da Tommy Caldwell per la sua epica scalata in multipitch del Dawn Wall su El Capitan.
Insieme a Tommy Caldwell, Kevin Jorgeson è stato il primo arrampicatore a completare la salita in libera della parete del Dawn Wall di El Capitan nel Parco nazionale di Yosemite
completando i 900 metri di ascesa in 19 giorni continuativi tra il 27 dicembre 2014 e il 14 gennaio 2015. 
La big-wall (lett. grande parete) del Dawn Wall è una delle più difficili grandi pareti al mondo, contiene più tiri di alta difficoltà di tutte le altre vie di El Captain messe insieme, ed è gradata 5.14d/9a.
 
Il progetto prese corpo poco dopo l'uscita del documentario Progression del 2009, in cui Caldwell esplorava la Dawn Wall alla ricerca di un possibile itinerario in libera. Jorgeson ne venne a conoscenza e si propose nonostante la totale inesperienza in quel tipo di salite, e Caldwell accettò.

## Ascese di rilievo
- 08/01/2009 Ambrosia, boulder V11 di 15 metri in Bishop, California[7]
- xx/04/2011, Transporter Room highball boulder grado 5.12/v5 X, a Grandpa Peabody, Buttermilk, seconda ascesa dopo 20 anni dalla prima[8]
- 14/01/2015 Dawn Wall - big wall di 900 metri, 9a - prima ascesa in libera in coppia con Tommy Caldwell[9]

## Media e divulgazione
- Tommy Caldwell, Push. Un'esperienza oltre il limite, Corbaccio, 2017, ISBN 978-8867001187. nella biografia di Tommy Caldwell e l'ascesa al Dawn Wall, durata sei anni, Kevin è parte fondamentale della storia.
- The Dawn Wall - The movie è un documentario realizzato da Josh Lowell e Peter Mortimer sulla sua impresa nell'arco di sei anni di salire la leggendaria parete del Dawn Wall in coppia con Tommy Caldwell. È uscito negli Usa il 19 settembre 2018 e in Italia il 21 novembre 2018[10].
- Ha realizzato un intervento al Talks at Google in Mountain View, California il 4 dicembre 2012: "The Fun Scale"[11].
- Ha ideato e creato il progetto 1Climb - insieme al fondatore e AD della So Ill Dan Chancellor - con cui intende raccogliere fondi per diffondere l'arrampicata installando muri di arrampicata nei club per ragazzi di tutti gli USA[12].
- È athlete ambassador dell'Access Fund per il mantenimento della libertà di frequentazione delle aree naturali[13]
- Promuove attivamente il volontariato partecipando a raccolte fondi per Unicef, Outward Bound, o compiendo egli stesso esperienze di volontariato attivo come nell'isola di Lesbo nel 2016[14].